# Ondarroa
Ondarroa és un municipi de la província de Biscaia, País Basc, pertanyent a la comarca de Lea-Artibai. Limita al nord amb el mar Cantàbric, a l'est amb Mutriku (Guipúscoa), i al sud i a l'oest amb Berriatua.

## Etimologia
L'etimologia més habitual que es dona al nom d'Ondarroa és la de «boca de sorra», que prové de ondar(tza) = sorra, ahoa = boca. Encara que la regla doni «aho», boca, és possible en casos com Ugao, Sestao i Bilbao, però en el cas d'Ondarroa és «oha», no «ahoa», de manera que la paraula original hauria d'haver estat Ondarraoa. És molt més simple altra interpretació del seu nom, provenint aquest de Ondarrola (sent ola un sufix per a denotar abundància molt comuna: Urkiola, Aretxola, Pagola, Artola, etc.) En tal cas el seu significat seria «arenal» o «platja». El cognom Ondarrola és precisament d'aquesta zona costanera.

## Història
El 28 de setembre de 1327 María Díaz de Haro va estendre a Estella-Lizarra (Navarra) la carta de poblament d'Ondarroa. La nova vila s'establia en terres de l'anteiglesia de Berriatua i li donava el fur de Logronyo, com la resta de les viles del Senyoriu de Biscaia. Juan Núñez de Lara i la seva dona María van confirmar en 1335 el privilegi de fundació i van disposar el necessari perquè fos emmurallada. El rei Alfons XI de Castella va concedir Ondarroa l'explotació del tràfic del pont de fusta que creuava l'Artibai (just en el lloc on avui s'aixeca el que ara es coneix com a «pont vell») i va incorporar el barri d'Errenteria, «la Renteria de Aramaio», a la vila. Enric IV va concedir privilegis per compensar els serveis prestats a la Corona i ajudà a la reconstrucció després de l'incendi de 1463. En 1351 va formar part, al costat de Bilbao, Plentzia i Lekeitio d'una Lliga contra Anglaterra, que havia ocupat Baiona i Biàrritz. El tractat de pau es va signar el 21 de desembre de 1353 a Hondarribia.
La importància de la vila en 1800 queda evidenciada pels cinc beneficiats a sencera ració i un a mitja (el qual exercia de sagristà) que servien a l'església. Les ermites estaven dedicades a Nostra Senyora de l'Antiga, primitiva parròquia, San Juan de Gorozika, Santa Clara, a la Rivera, i la Pietat. Des de sempre la principal font de riquesa de la vila ha estat la pesca, és un dels principals ports pesquers del Cantàbric. Ja en el segle xix disposava d'una flota de 18 vaixells d'altura, 8 de pesca d'anxova i sardina i 2 per a llagosta, i va arribar fins i tot a tenir bucs de transport de ferro. El comerç va ser molt important en temps de Felip II arribant a tenir més de 50 vaixells, així mateix, juntament amb la pesca, l'activitat drassanera de ribera ha estat important fins a l'última meitat del segle xx. Com qualsevol altre poble de la costa basca ha proveït amb els seus fills de famosos marins a l'Armada Espanyola. El 1638 la vila va acudir a socórrer Sant Sebastià quan estava assetjada pels francesos, i juntament amb els aports d'altres viles biscaïnes van vèncer aquests, capturant 3 vaixells i 30 homes. El 28 d'agost de 1794, durat la Guerra del Rosselló (Guerra de la Convenció), els francesos van entrar a la vila i van provocar un incendi que va destruir-ne una part important. També van saquejar l'església parroquial. L'ajuntament estava compost per l'alcalde ordinari, dos regidors, un síndic, dos diputats del comú i un personer. Ocupava el seient número 11 a les Juntes Generals de Guernica.
Va ser pàtria de Martín García de Licona, membre del Consell de S. M., Oïdor de l'Audiència i pare de Marina Sánchez de Licona, el fill del qual seria Sant Ignasi de Loiola. A la fi del segle xix van arribar a la vila diverses famílies italianes interessades en la conserva, especialment de l'anxova, i van muntar, igual que altres municipis costaners bascos, fàbriques de salaons que serien l'embrió de la important indústria conservera que posseïx actualment Ondarroa.
En 1934 van començar a realitzar-se les obres del port exterior, utilitzant-se fins a aquest moment com port la part interior de la ria, atracant els vaixells al costat de l'església i al pont vell. Després de la guerra civil espanyola de 1936 es consolida el port i amb aquestes millores la flota pesquera va créixer considerablement, el que va contribuir al creixement demogràfic i a l'enriquiment del municipi i la seva extensió per tota la ribera de la ria.

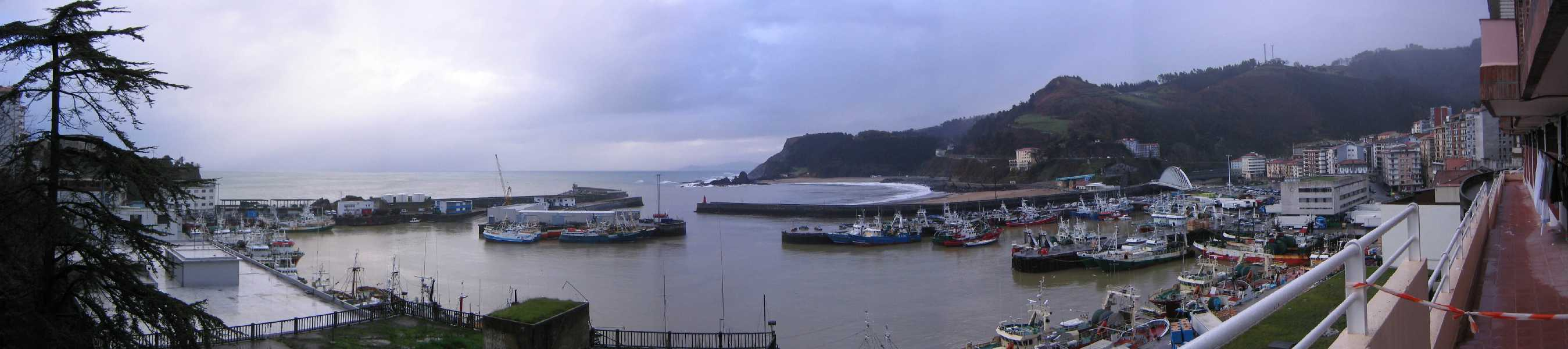
Vista general del port.

En els anys 1990 es van realitzar grans obres d'infraestructura per a facilitar l'accés al port, des

destaca la construcció d'un nou pont per l'enginyer Santiago Calatrava. Encara amb la disminució de les captures i la problemàtica pesquera que sorgeixen a partir de l'últim període del segle xx, desaparició d'algunes espècies, abandó de la joventut dels treballs marins... el desenvolupament de la vila segueix basat en els recursos del mar. La renovació de la flota pesquera amb vaixells que incorporen les més actuals tecnologies i la nova emigració, en aquest cas d'origen africà, juntament amb l'admirable tenacitat i capacitat de treball dels Ondarrutarrak (Ondarresos) asseguren el futur de la vila.

## Personatges il·lustres
- Txomin Aguirre (1864-1920): sacerdot escriptor en basc.
- Pedro María Unanue (1814-1846): tenor.
- Agustín Zubikarai (1914-2003): escriptor en basc.
- Felix Beristain (1937): pintor.
- Rubén Bilbao Barruetabeña (1962): futbolista.
- Kirmen Uribe (1970): escriptor i poeta en èuskar.
- Iñigo Martínez Berridi (1991): futbolista
- Itoiz, grup musical.
- Kepa Arrizabalaga Revuelta: porter de futbol.